# Brotula ordwayi
Brotula ordwayi är en fiskart som beskrevs av Hildebrand och Barton, 1949. Brotula ordwayi ingår i släktet Brotula och familjen Ophidiidae. IUCN kategoriserar arten globalt som livskraftig. Inga underarter finns listade.